# Autonome regio (Portugal)
De twee autonome regio's van Portugal (Portugees: Regiões Autónomas de Portugal) zijn de Azoren en Madeira. Beide regio's bevinden zich in de Atlantische Oceaan. Sinds 1976 zijn deze gebieden autonoom.